# 保罗·桑托斯
保罗·桑托斯（葡萄牙語：Paulo Santos，1960年4月14日—），巴西男子足球运动员，场上位置是中场。他曾代表巴西国奥队参加1984年夏季奥林匹克运动会足球比赛，获得一枚银牌。